# Peggy Holmes
Peggy Holmes es una bailarina, coreógrafa, guionista y directora estadounidense. Conocida no solo por sus trabajos como coreógrafa y bailarina en varias películas de TV y en algunos Tours junto a Michael Jackson como HIStory World Tour, sino que sus colaboraciones en algunos musicales sobre hielo para Disney, la incorporan como interna de los estudios DisneyToon Studios para contribuir como directora y guionista de algunas cintas directo a video y teatrales. Cómo coreógrafa y bailarina, su mentor es el reconocido director y coreógrafo Kenny Ortega.
Holmes es reconocida por ser la directora de la 3.er entrega de La sirenita en el 2008, La sirenita 3. También ha dirigido algunas películas de la franquicia de Disney Hadas, cómo Tinker Bell y el Secreto de las Hadas y Tinker Bell: Hadas y Piratas. También fue parte del equipo de argumento de la 2 entrega de la franquicia de Cars, Planes: Fire & Rescue.

## Filmografía selectiva
- 2004. Mickey's Twice Upon a Christmas. Directora, escritora y coreógrafa del segmento Belles on Ice
- 2008. La sirenita 3. Directora
- 2012. Secret of the Wings. Directora y guionista
- 2014. The Pirate Fairy. Directora y escritora
- 2014. Planes: Fire & Rescue. Escritora